# Björn Kuipers

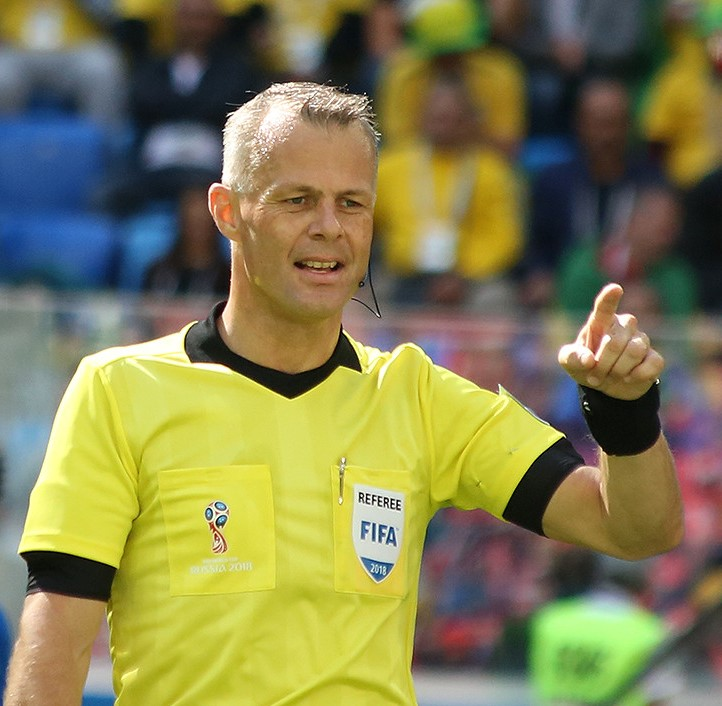
Björn Kuipers (2018)

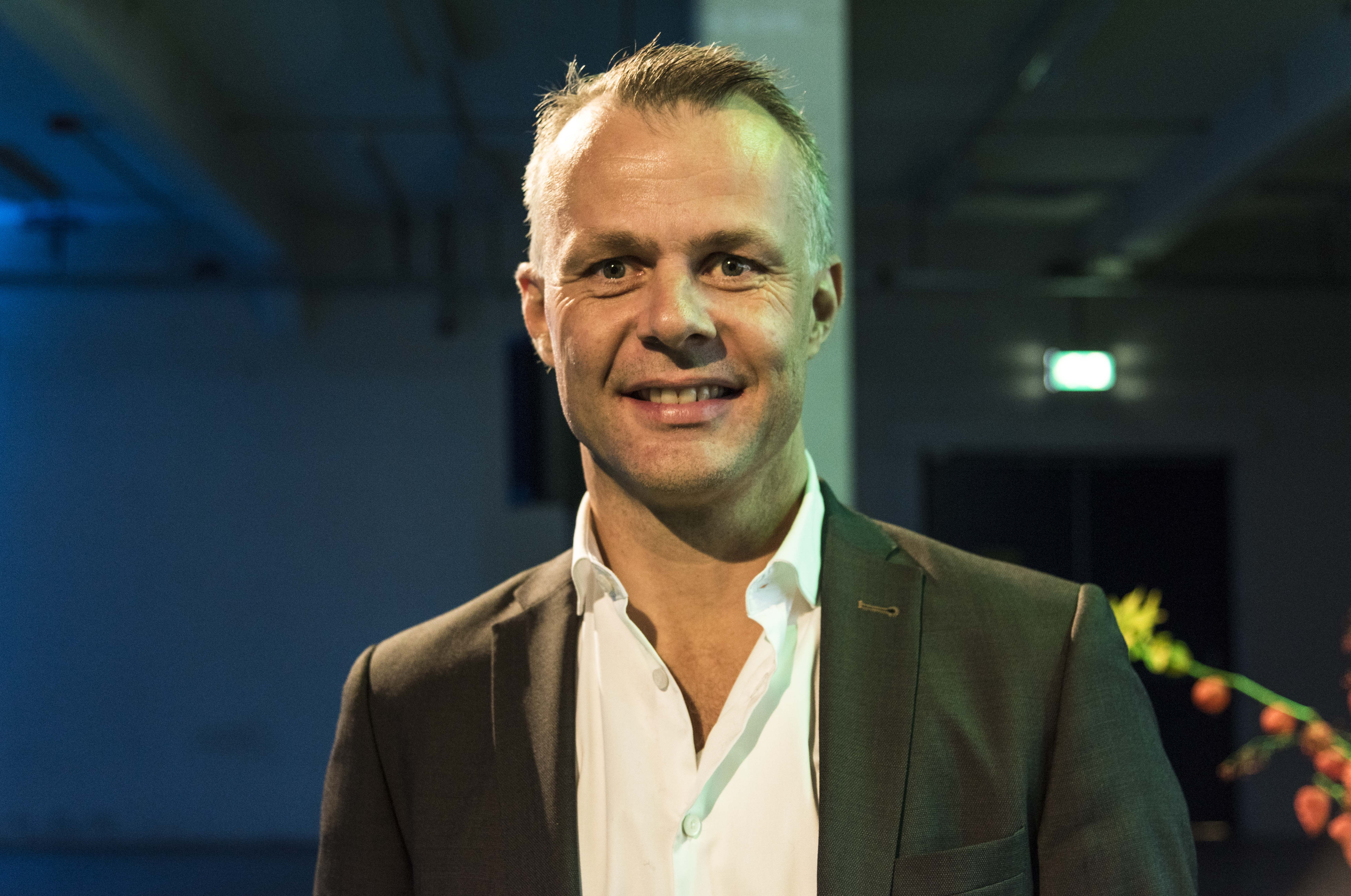
Björn Kuipers (2018)

Björn Kuipers (* 28. März 1973 in Oldenzaal) ist ein ehemaliger niederländischer Fußballschiedsrichter und heutiger Schiedsrichterfunktionär.
Er gilt als einer der erfahrensten internationalen Schiedsrichter und leitete unter anderem das Finale der Fußball-EM 2021 im Wembley-Stadion zwischen Italien und England (3:2 i. E.) sowie das Champions-League-Finale 2014 zwischen Real Madrid und Atlético Madrid.

## Werdegang
Am 5. März 2005 debütierte Kuipers als Schiedsrichter in der Eredivisie beim Spiel Vitesse Arnheim gegen Willem II Tilburg. Seit 2006 stand er auf der Liste der FIFA-Schiedsrichter und leitete seitdem internationale Spiele. Seit Januar 2009 war er einer der Elite-Schiedsrichter der UEFA und war als solcher mit der Leitung besonders brisanter Partien betraut.
Seine langjährigen Schiedsrichterassistenten bei internationalen Fußballspielen waren Erwin Zeinstra und Sander van Roekel.

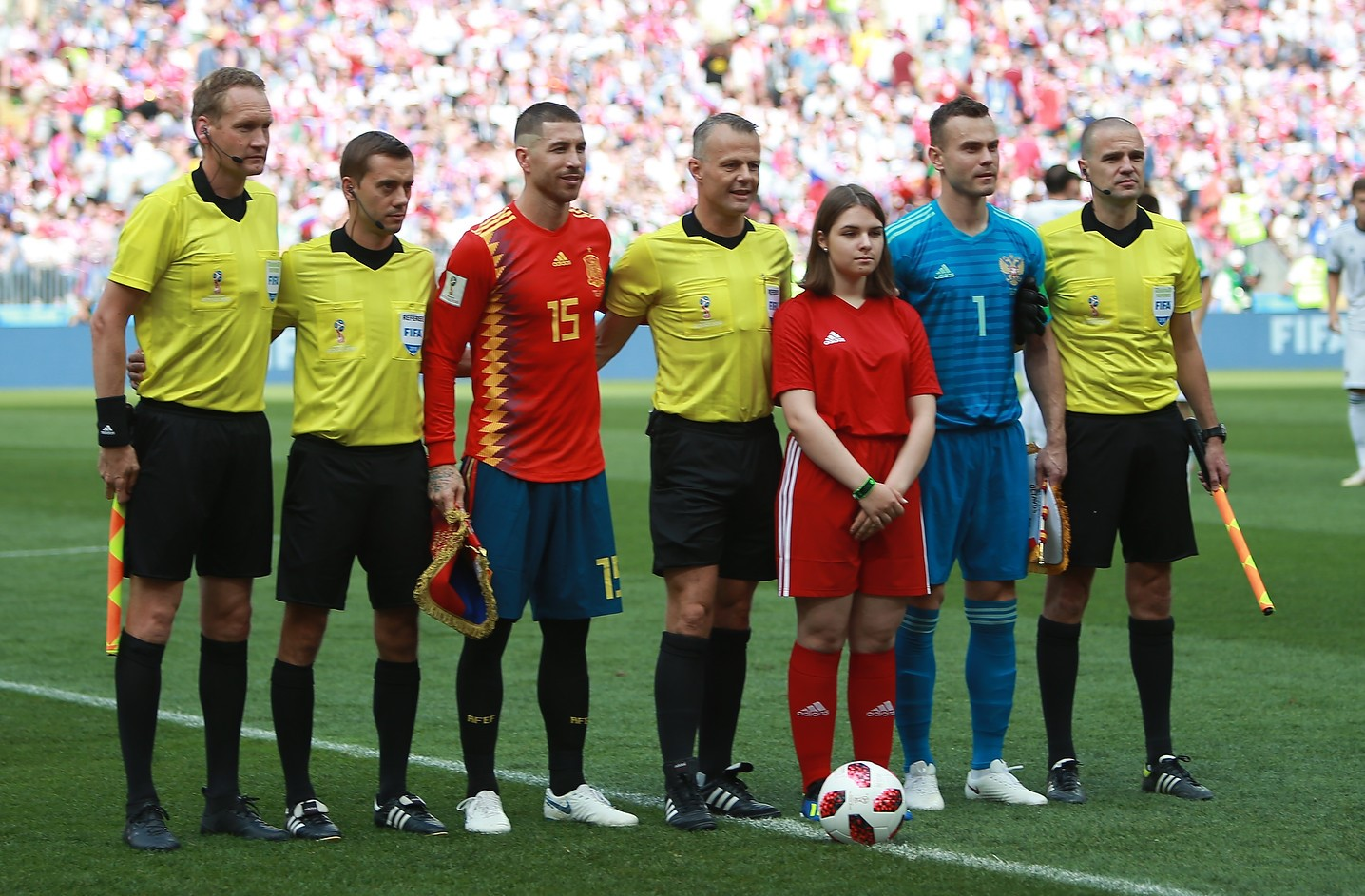
Björn Kuipers mit Erwin Zeinstra (links) und Sander van Roekel (rechts) bei der Weltmeisterschaft 2018

Bei der U-21-Fußball-Europameisterschaft 2009 leitete er das Finale, das Deutschland 4:0 gegen England gewann. Das Finale des UEFA Super Cups 2011 zwischen dem FC Barcelona und dem FC Porto im Stade Louis II in Monaco leitete er ebenfalls. Bei der Fußball-Europameisterschaft 2012 wurde er eingesetzt. Er kam bei zwei Partien zum Einsatz. Am 15. Mai 2013 leitete Kuipers das Finale der UEFA Europa League in Amsterdam zwischen Benfica Lissabon und dem FC Chelsea. Im Jahr 2013 war er beim Confederations Cup in Brasilien als einer von zehn Schiedsrichtern im Einsatz. Am 24. Mai 2014 leitete er außerdem das UEFA-Champions-League-Finale 2014 in Lissabon zwischen Real Madrid und Atlético Madrid. Bei der Weltmeisterschaft 2014 in Brasilien pfiff er drei Partien, zwei in der Gruppenphase und ein Achtelfinale.
Am 15. Dezember 2015 wurde Kuipers als Schiedsrichter zur Fußball-Europameisterschaft 2016 nominiert. Damit gehört er neben dem deutschen Felix Brych zu den sieben Schiedsrichtern, die auch bei der Fußball-WM 2014 in Brasilien eingesetzt worden waren. Am 7. Mai 2018 wurde Kuipers von der UEFA im Finale der UEFA Europa League 2017/18 zwischen Olympique Marseille und Atlético Madrid in Lyon angesetzt. Seine Assistenten waren Sander van Roekel und Erwin Zeinstra, Vierter Offizieller war der Pole Szymon Marciniak. Als Hintertorschiedsrichter kamen Danny Makkelie und Pol van Boekel zum Einsatz, Ersatzassistent war Mario Diks.
Bei der Weltmeisterschaft 2018 war er mit seinen Assistenten Sander van Roekel und Erwin Zeinstra im Einsatz; er leitete vier Partien und war im Finale als vierter Offizieller im Einsatz.
Im April 2021 wurde Kuipers mit seinen Assistenten Sander van Roekel und Erwin Zeinstra für die Europameisterschaft 2021 nominiert; er erhielt aufgrund der Schiedsrichter-Altersgrenze der UEFA von 45 Jahren eine Sondergenehmigung. Kuipers leitete bei diesem Turnier vier Partien, darunter zwei Gruppenspiele, ein Viertelfinale und das Finale. Für seine hervorragende Spielführung wurde er nach dem Finale vielfach gelobt. Damit erhöhte er seine Bilanz auf insgesamt neun EM-Spiele, was ihn zusammen mit Cüneyt Çakır zum Schiedsrichter mit den meisten Einsätzen bei Fußball-Europameisterschaften macht.
Im Anschluss an die Europameisterschaft kündigte er an, seine Schiedsrichterkarriere nach dem Finale um die Johan-Cruyff-Schale im August 2021 zu beenden.
Kuipers ist Geschäftsmann. Er studierte an der Radboud-Universität Nijmegen Betriebswirtschaftslehre. Er besitzt zwei Supermärkte und einen Frisörsalon in Oldenzaal.
Sein Vater und Großvater waren ebenfalls Fußballschiedsrichter.

## Einsätze bei Turnieren

### Fußball-Europameisterschaft 2012
| Phase        | Datum         | Spielort | Heimmannschaft | Gastmannschaft | Ergebnis  |
| ------------ | ------------- | -------- | -------------- | -------------- | --------- |
| Gruppenphase | 10. Juni 2012 | Posen    | Irland         | Kroatien       | 1:3 (1:2) |
| Gruppenphase | 15. Juni 2012 | Donezk   | Ukraine        | Frankreich     | 0:2 (0:0) |

### FIFA-Konföderationen-Pokal 2013
| Phase        | Datum         | Spielort          | Heimmannschaft | Gastmannschaft | Ergebnis  |
| ------------ | ------------- | ----------------- | -------------- | -------------- | --------- |
| Gruppenphase | 20. Juni 2013 | Salvador da Bahia | Nigeria        | Uruguay        | 1:2 (1:1) |
| Finale       | 30. Juni 2013 | Rio de Janeiro    | Brasilien      | Spanien        | 3:0 (2:0) |

### Fußball-Weltmeisterschaft 2014
| Phase        | Datum         | Spielort          | Heimmannschaft | Gastmannschaft | Ergebnis  |
| ------------ | ------------- | ----------------- | -------------- | -------------- | --------- |
| Gruppenphase | 14. Juni 2014 | Manaus            | England        | Italien        | 1:2 (1:1) |
| Gruppenphase | 20. Juni 2014 | Salvador da Bahia | Schweiz        | Frankreich     | 2:5 (0:3) |
| Achtelfinale | 28. Juni 2014 | Rio de Janeiro    | Kolumbien      | Uruguay        | 2:0 (1:0) |

### Fußball-Europameisterschaft 2016
| Phase         | Datum         | Spielort    | Heimmannschaft | Gastmannschaft | Ergebnis  |
| ------------- | ------------- | ----------- | -------------- | -------------- | --------- |
| Gruppenphase  | 16. Juni 2016 | Saint-Denis | Deutschland    | Polen          | 0:0       |
| Gruppenphase  | 21. Juni 2016 | Bordeaux    | Kroatien       | Spanien        | 2:1 (1:1) |
| Viertelfinale | 3. Juli 2016  | Saint-Denis | Frankreich     | Island         | 5:2 (4:0) |

### Fußball-Weltmeisterschaft 2018
| Phase         | Datum         | Spielort         | Heimmannschaft | Gastmannschaft | Ergebnis                     |
| ------------- | ------------- | ---------------- | -------------- | -------------- | ---------------------------- |
| Gruppenphase  | 15. Juni 2018 | Jekaterinburg    | Ägypten        | Uruguay        | 0:1 (0:0)                    |
| Gruppenphase  | 22. Juni 2018 | Sankt Petersburg | Brasilien      | Costa Rica     | 2:0 (0:0)                    |
| Achtelfinale  | 1. Juli 2018  | Moskau           | Spanien        | Russland       | 1:1 (1:1) n. V., (3:4 i. E.) |
| Viertelfinale | 7. Juli 2018  | Samara           | Schweden       | England        | 0:2 (0:1)                    |

### Fußball-Europameisterschaft 2021
| Phase         | Datum         | Spielort   | Heimmannschaft | Gastmannschaft | Ergebnis                        |
| ------------- | ------------- | ---------- | -------------- | -------------- | ------------------------------- |
| Gruppenphase  | 17. Juni 2021 | Kopenhagen | Dänemark       | Belgien        | 1:2 (1:0)                       |
| Gruppenphase  | 23. Juni 2021 | Sevilla    | Slowakei       | Spanien        | 0:5 (0:2)                       |
| Viertelfinale | 3. Juli 2021  | Baku       | Tschechien     | Dänemark       | 1:2 (0:2)                       |
| Finale        | 11. Juli 2021 | London     | Italien        | England        | 1:1 n. V. (1:1, 0:1), 3:2 i. E. |